# Quatford
Quatford är en by i civil parish Bridgnorth, i distriktet Shropshire, i grevskapet Shropshire, i England. Byn är belägen 3 km från Bridgnorth. Quatford var en civil parish fram till 1967 när blev den en del av Bridgnorth. Civil parish hade 185 invånare år 1951. Byn nämndes i Domedagsboken (Domesday Book) år 1086, och kallades då Quatford.